# العدان (القطن)

'

تعديل مصدري - تعديل

العدان هي إحدى قرى عزلة القطن بمديرية القطن التابعة لمحافظة حضرموت، بلغ تعداد سكانها 613 نسمة حسب تعداد اليمن لعام 2004.